# Sátira latina
En la antigüedad, la sátira (lat. satura) era tanto una forma literaria como una forma de representación teatral. La sátira literaria se caracteriza por su función de denuncia.

## Origen
Satura quidem tota Nostra est ("La sátira es, ciertamente, toda nuestra") decía con orgullo Quintiliano en el siglo I (Institutio oratoria, 10.1.93). En efecto, a diferencia de los demás géneros literarios, la sátira es totalmente romana. El término proviene de la expresión lanx satura: macedonia o platillo de primicias compuesto con varios tipos de fruta. Sin embargo, no deja de tener contactos con la precedente poesía yámbica griega de Arquíloco o Hiponacte, si bien la intención de la sátira latina es principalmente moral y educativa y no solo invectiva.
La sátira latina deriva del espíritu fársico de los versos fescennini (con origen en cantos nupciales de carácter salaz) y de las representaciones de música y danza etrusca. Estas representaciones eran interpretadas por histriones o actores que combinaban danza, música y recitación. Originalmente el término satura se aplicaba a las celebraciones y ofrendas a la diosa Ceres con acompañamiento de cantos y escenas jocosas. El giro hacia una poesía de carácter dramático a pesar de la danza lúdica y de las escenas cómicas, provendría según Tito Livio de su escenificación durante un período de peste.

## En la literatura
Cuando en la literatura latina  se habla de sátira, es necesario recordar que podía referirse a (1) la sátira dramática (teatral), o a (2) la sátira literaria (destinada a la lectura).
Del período arcaico al julio-claudiano la evolución de este género literario puede dividirse en las fases siguientes:

### Fase pre-luciliana
Cuyos principales autores serán Ennio quién la erige en género literario y  Pacuvio. La característica de esta fase es la variedad temática. En efecto, se pasa de los argumentos serios a los faceciosos con extrema facilidad.

### Fase luciliana
Toma el nombre de Lucilio en razón de las innovaciones que introduce este autor y que pasarán a configurar el género satírico. Destacan el uso de la agresividad, una mayor tendencia a la autobiografía y la restricción de la métrica al hexámetro; otros cambios son la utilización del lenguaje coloquial y, en lo que respecta al contenido, la crítica de la sociedad y de los poderosos de la época.

### Sátira menipea y losneoteroi
Después de Lucilio, Varrón Reatino orienta el género hacia la sátira menipea en composiciones dónde mezcla poesía y prosa, cuyo tema, tono y objetivo  variaba de un texto al otro. Algunos neoteroi o poetas nuevos (poetae novi) como Varrón Atacino y Valerio Catón se dedicaron a este género.

### Sermón
En la época de Augusto, el autor más representativo será Horacio que retoma a Lucilio, pero logra crear un género de sátira personal. A su epígono, Horacio lo acusa de lo que él llama el proceder fácil de Lucilio (fluere lutulentus) y recurre por su parte al labor limae, creando un estilo medio que toma sus distancias del lenguaje hablado, pero que presenta sus sátiras en la forma de sermones (conversaciones).

### Moralismo diatríbico
En tiempos de Nerón, el representante de la sátira será Persio. Autor a quien se le recuerda por su extrema moralidad, poética mediocre y muerte prematura (a los 28 años), pero que logra una sátira original gracias a la utilización que hace de la lengua. Utiliza en efecto, la sobreposición de términos pertenecientes a diferentes registros del lenguaje (v.g. popular, vulgar, culto), provocando así asociaciones imprevistas entre palabra e imagen. Retoma también la aspereza de la sátira luciliana en la forma de un moralismo diatríbico que refleja sus convicciones estoicas y cínicas.

### Sátira de la indignación o sátira patética
Durante los Flavios, Juvenal consideró a la sátira de la indignación como la única forma literaria capaz de denunciar el envilecimiento de la sociedad contemporánea. Respecto a la influencia que podía tener sobre el comportamiento humano y a la razón de ser del género mismo, en los últimos años de su vida Juvenal renunció a este tipo de sátira, estimando que la corrupción era inherente al hombre y que la poesía (la literatura) no motivaría a las personas a corregir su comportamiento. Optó entonces por una sátira de tradición estoica, que toma sus distancias con el objeto criticado. La descripciones antes directas y explícitas se vuelven generales y abstractas. Sin embargo, la visceralidad natural del poeta no se pierde por completo y aparece entre líneas, a este último período del autor se le conoce en la tradición italiana como Juvenal demócrito. 

## En el teatro
La sátira dramática de representación teatral antecede a la literaria. Tito Livio la menciona en la Ab urbe condita (VII), y la distingue claramente del género fescennino de intercambios mordaces y licenciosos a partir del momento en que su aplicación se extiende a las personalidades políticas y se puede hablar de sátira política.
La atelana o farsa atelana (de la ciudad osca de Atela, en Campania) es una forma más institucional de la satura. La acción gira en torno a cuatro figuras fijas: (1) Bucco, el glotón;